# Patrick Doyle (acteur nigérian)
Pour les articles homonymes, voir Doyle.
Patrick Rupherford Doyle (né le 23 mars 1961) est un acteur et animateur vétéran nigérian  qui était populaire dans les années 1990 pour ses rôles de pasteur ou de chef religieux.

## Biographie
Doyle, originaire de l'État du Delta, a fréquenté le Saint Finbarr's College, Akoka et la Federal Radio Coopération Nigeria. Il s'est lancé dans la radiodiffusion à l'âge de 20 ans où il a travaillé pour Voice of Nigeria (VON) et Nigeria Television Authority avant de devenir consultant chez Silverbird TV .
Dolyle est marié à l'actrice vétéran Iretiola Doyle et a 5 enfants ,,, après avoir perdu sa première femme à cause de l'anémie falciforme en 1999 et son fils Raymond en 2009,,.

## Filmographie sélective

### Films
- Homme de Dieu (2022)
- Lady Buckit et les Motley Mopsters (2020) [9]
- Isoken (2017)
- Sentiers de l'Idahosa (2017)
- La Veuve (2015)
- Fille aux fleurs (2013)

### Télévision
- Ondulations
- Château & Château
- King of Boys : Le retour du roi

### Vidéoclips
- Médecine d'amour - Lorrine Okotie (1990)